# Theresa Bernstein
Theresa Bernstein, właśc. Theresa Ferber Bernstein-Meyerowitz (ur. 1 marca 1890 w Krakowie, zm. 13 lutego 2002 w Nowym Jorku) – amerykańska artystka i pisarka żydowskiego pochodzenia, urodzona w Krakowie i wychowana w Filadelfii. Kształciła się artystycznie w Filadelfii i Nowym Jorku. Na przestrzeni prawie stulecia stworzyła setki obrazów i innych dzieł, a także kilka książek i dzienników.
Bernstein i jej mąż William Meyerowitz, także artysta, mieszkali i pracowali na Manhattanie i w Gloucester. Artystka malowała portrety i sceny z życia codziennego, a także refleksje na temat głównych problemów swoich czasów. Posługiwała się nowoczesnym stylem, który ewoluował od realizmu do ekspresjonizmu. Działała w kilku stowarzyszeniach artystycznych i promowała zarówno twórczość męża, jak i własną. Jej prace znajdują się w kilkudziesięciu muzeach i kolekcjach prywatnych w Stanach Zjednoczonych i innych krajach. Była aktywna przez całe życie i została uhonorowana indywidualną wystawą 110 dzieł z okazji 110. urodzin.
Jest także autorką kilku książek, w tym biografii męża oraz dziennika o ich licznych wspólnych podróżach do Izraela.
Zmarła w 2002 roku, w wieku 111 lat. Była prawdopodobnie najdłużej żyjącą osobą artystyczną w Stanach Zjednoczonych.

## Życiorys

### Młodość
Theresa Ferber Bernstein urodziła się 1 marca 1890 r. w Krakowie. Była jedynym dzieckiem Izydora Bernsteina, żydowskiego producenta tekstyliów oraz uznanej pianistki Anny Bernstein z d. Ferber. Rodzina Bernsteinów wyemigrowała do Stanów Zjednoczonych, gdy Theresa miała zaledwie rok.
Bardzo wcześnie okazała zainteresowanie sztuką i już w młodym wieku rozpoczęła naukę rysunku i malarstwa. W wieku 13 lat otrzymała swoje pierwsze zlecenie – rodzinny lekarz poprosił ją o namalowanie portretu swojej siostrzenicy.
Jako młoda kobieta, w roku 1905 i 1912, odbyła z matką podróże do Europy, gdzie wrażenie wywarły na niej nowatorskie prace ekspresjonistów, takich jak Wassily Kandinsky, Franz Marc czy Edvard Munch.

### Edukacja
W 1907, w wieku 17 lat, Bernstein ukończyła szkołę Williama D. Kelleya w Filadelfii. W tym samym roku uzyskała stypendium umożliwiające jej dalszą edukację w Philadelphia School of Design for Women (obecnie Moore College of Art & Design), gdzie studiowała m.in. u Harriet Sartain, Elliotta Daingerfielda, Henry’ego B. Snella, Daniela Garbera czy Samuela Murraya. Studia ukończyła w 1911 r., otrzymując nagrodę za osiągnięcia (w 1992 r. została przez tę uczelnię nagrodzona doktoratem honoris causa).
W 1912 r., po powrocie ze swojej drugiej podróży do Europy, zamieszkała w Nowym Jorku, gdzie jej ojciec przeniósł całą rodzinę. Osiedliła na Manhattanie oraz zapisała się do Art Students League, gdzie przez krótki czas uczęszczała na zajęcia do Williama Merritta Chase’a. Wkrótce potem otworzyła własne studio.

### Małżeństwo z Williamem Mayerowitzem i relacje rodzinne
Swojego przyszłego męża, również artystę Williama Meyerowitza, Bernstein poznała w 1917 r., gdy przybył do studia artystki jako wysłannik People's Art Guild (prowadzonej przez Johna Weischela, Roberta Henriego i George’a Bellowsa) by prosić ją o podarowanie prac źle sytuowanym osobom mieszkającym w okolicy. Bernstein była zauroczona Mayerowitzem, para pobrała się 7 lutego 1919 r. w Filadelfii i, zgodnie z relacją Bernstein, żyła w idylli przez 62 lata. Mieli jedno dziecko, córkę Isadorę G.R. Meyerowitz, która urodziła się w 1920 r. i zmarła na zapalenie płuc po zaledwie 14 tygodniach życia.
Małżeństwo Bernstein-Meyerowitz osiedliło się w Nowym Jorku, natomiast miesiące letnie w latach 20. para spędzała w Gloucester. W 1923 r. pojechali wspólnie w podróż zagraniczną.
Nie byli tak zaangażowani politycznie jak wielu ich przyjaciół, z których spora część wstąpiła do Komunistycznej Partii Stanów Zjednoczonych. Zaangażowali się jednak w ruch syjonisyczny, a po ustanowieniu Państwa Izrael w 1948 r. odwiedzili ten kraj 13 razy w okresie 30 lat.
Po śmierci ojca Meyerowitza niedługo po ich ślubie, para stała się odpowiedzialna za materialne wsparcie jego matki i rodzeństwa, co stanowiło dla nich duże obciążenie finansowe. Bernstein i Meyerowitz byli też blisko związani ze swoimi dwoma siostrzenicami, Laurą Nyro i Barbarą Meyerowitz (Barbarą DeAngelis) i wspierali ich edukację muzyczną. Po śmierci Meyerowitza w 1981 r. Bernstein stworzyła więź z najmłodszym synem DeAngelis, Keithem Carlsonem, który dokumentował ich relację na potrzeby strony internetowej utworzonej przez Uniwersytet Miejski w Nowym Jorku.

### Śmierć
Przez wiele dekad Bernstein wraz z mężem mieszkała w wynajmowanym lofcie, pełniącym rolę mieszkania i pracowni, mieszczącym się przy numerze 54 West 74th Street w dzielnicy Upper West Side na Manhattanie, przecznicę od Central Park West (Eighth Avenue). Studio było jej domem w momencie śmierci 13 lutego 2002, która miała miejsce w szpitalu Mount Sinai. Artystka zmarła w wieku 111 lat, krótko przed swoimi 112. urodzinami. Była prawdopodobnie najdłużej żyjącą osobą artystyczną w Stanach Zjednoczonych.

## Twórczość

### Styl artystyczny

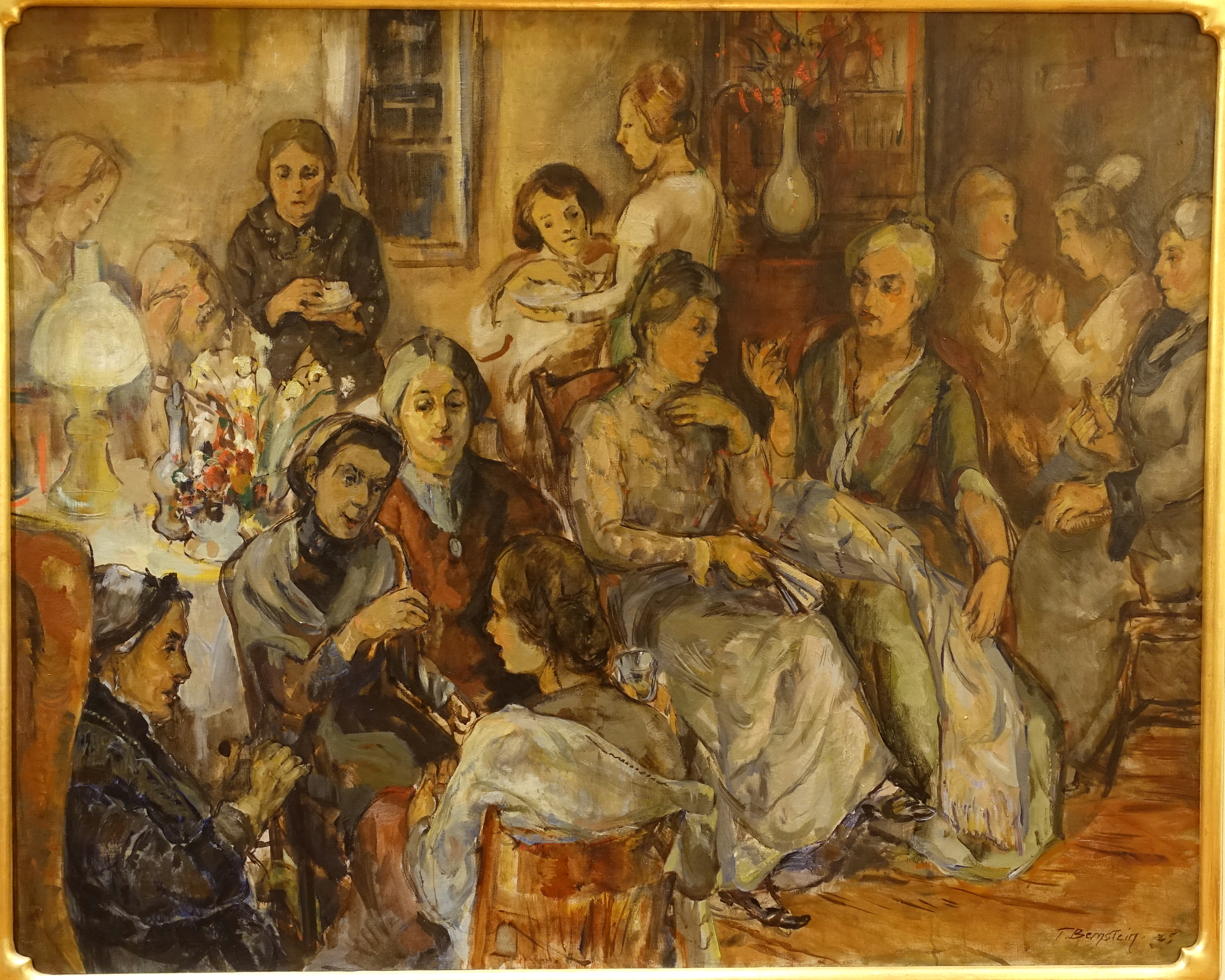
Theresa Bernstein, New England Ladies, 1925, olej na pł., Cape Ann Museum, Gloucester

Bernstein uznawana jest za malarkę realistyczną, przedstawicielkę Ashcan School oraz realizmu społecznego, choć z perspektywy jej całego życia twórczego jawi się również jako twórczyni o oryginalnym własnym stylu, niezależna od wszelkich ruchów i tendencji.
Jej styl, początkowo realistyczny, stawał się stopniowo coraz bardziej ekspresyjny. Jej początkowo ciemna paleta stopniowo rozjaśniała się, ale ciężkie gesty malarskie z ograniczonym detalem pozostawały wyraźne, porównywalne ze stylem Franka Duvenecka czy szkoły monachijskiej. Inaczej niż w przypadku twórczości abstrakcjonistów, Bernstein pozostała związana z figuratywizmem, wybierając zawsze kontakt z realnym życiem i ludźmi, nawet gdy w swojej palecie kolorystycznej śmiało zestawiała łososiowe niebo z błotnistym krajobrazem. Styl Berstein, choć stawał się wraz z upływem lat coraz bardziej swobodny, pozostał jednak konsekwentny. Jej prace były wrażliwe i empatyczne wobec otaczającej ją rzeczywistości, przez Marisę J. Pascucci określone jako „miejskie sceny rodzajowe z elementami narracyjnymi”. Twórczość Bernstein opisywana bywa też jako klarowna, wrażliwa i wzruszająca reprezentacja amerykańskiego życia.

### Tematyka prac
W swoich obrazach przedstawiała główne zagadnienia swoich czasów: ruch sufrażystek, I wojnę światową, jazz, sytuację imigrantów, bezrobocie, dyskryminację rasową, tematy żydowskie. Malowała przede wszystkim sceny z życia codziennego, rozgrywającego się na ulicach, w tramwajach czy teatralnych lobby. Położenie jej pracowni w pobliżu Bryant Park i Times Square pozwoliło jej namalować szeroki przekrój osób mieszkających w Nowym Jorku, do czego używała równie szerokich pociągnięć pędzla i odważnych kolorów, co oddawało witalność jej bohaterów. Tworzyła też portrety: swojego męża i własne, a także innych osób, m.in. polskiego muzyka i polityka Ignacego Jana Paderewskiego, muzyka jazzowego Charliego Parkera, artystki Judy Garland, fizyka Alberta Einsteina, tancerki Marthy Graham, muzyka Louisa Armstronga czy śpiewaczki Billie Holiday. Jednym z najwybitniejszych obrazów z jej wczesnego okresu jest portret baronessy Elsy von Freytag-Loringhoven z 1917 r. Interesowały ją muzyka i kultura popularna, ale malowała też tradycyjne żydowskie wesela. Na Coney Island, a później podczas regularnych pobytów wakacyjnych w Gloucester, malowała też porty, plaże, ryby i martwe natury. W swojej twórczości naprzemiennie przestawiała szorstkie życie miejskie i żywiołowe sceny nadmorskie. Bohaterkami jej prac były w znacznej mierze kobiety – sufrażystki, imigrantki, czytelniczki, robotnice czy jej własne krewne – z także dzieci.
Bardzo wcześnie w swojej karierze zainteresowała się także grafiką, tworzyła głównie weduty przedstawiające Manhattan. W późniejszym okresie wyspecjalizowała się w monotypii i inspirowała się raczej widokami Gloucester.

### Kariera artystyczna i dyskryminacja

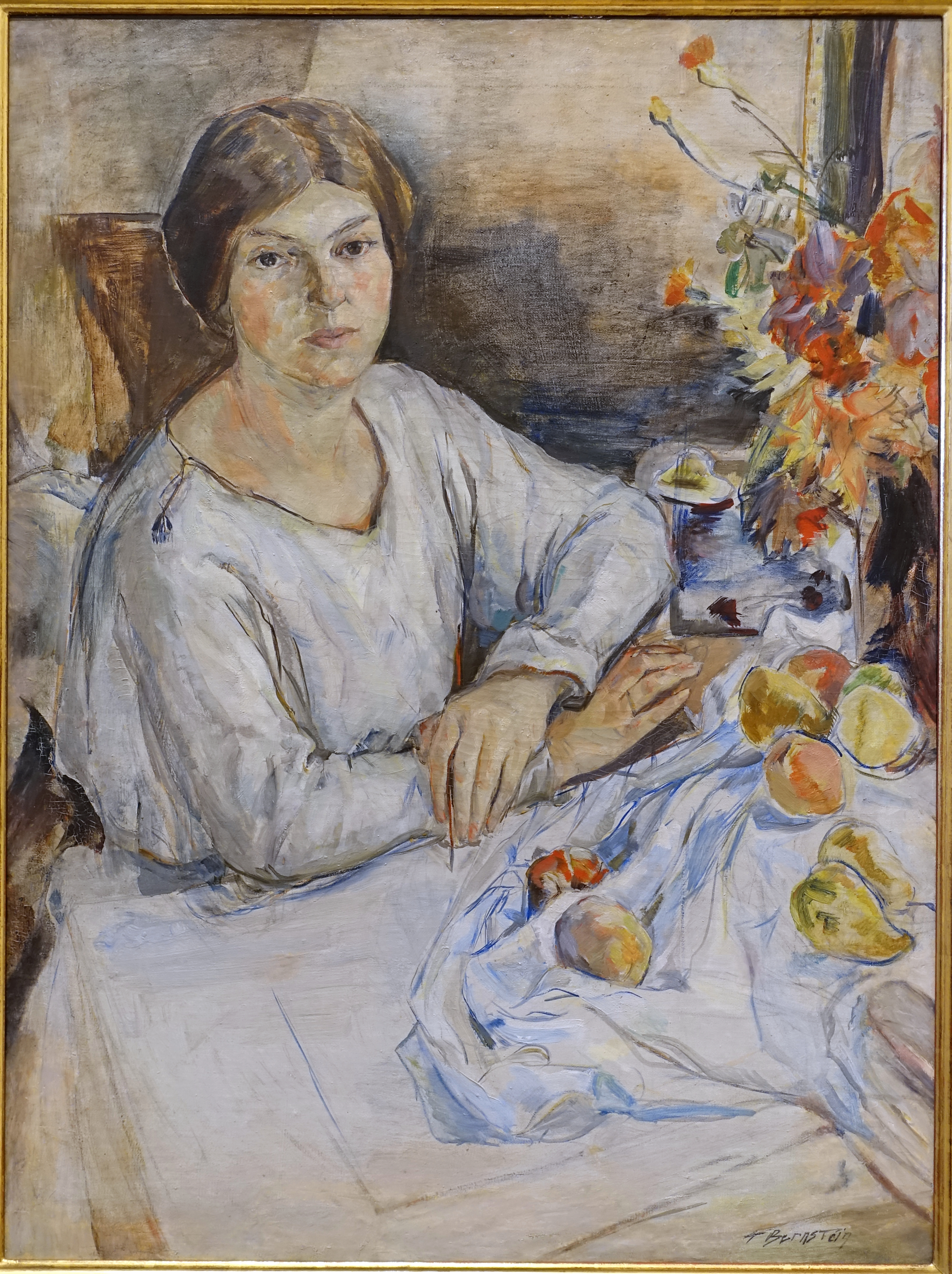
Theresa Bernstein, Self-portrait of the Artist, ok. 1920, olej na pł., Cape Ann Museum, Gloucester

Dzięki przeprowadzce do Nowego Jorku Bernstein już w listopadzie 1912 r. pokazała swoje szkice w galerii Williama H. Powella.
W 1913 r. artystka wzięła udział w Armory Show, pierwszej dużej wystawie sztuki nowoczesnej w Stanach Zjednoczonych, a następnie jej praca została wybrania przez jury National Academy of Design na coroczną wystawę zimową. To zainicjowało jej karierę w świecie sztuki i wkrótce jej peace było pokazywane w całym kraal: w Art Institute of Chicago, National Academy of Design, Folsom Galleries w Nowym Jorku czy Syracuse Museum of Fine Arts.
Jej pierwszym muzealnym patronem został w 1923 r. kolekcjoner Duncan Phillips.
Jak twierdzi historyk sztuki Gail Levin, Bernstein była w pewnym okresie zdecydowanie bardziej popularna od najbardziej rozpoznawalnego obecnie realisty Edwarda Hopperera, wraz z którym wystawiała w pierwszych dekadach XX wieku.

#### „Malująca para” Bernstein-Meyerowitz i wspieranie kariery męża
Bernstein i Meyerowitz przedstawiali się jako „malująca para”, zdarzało się też, że wspólnie malowali jeden obraz. Początkowo Theresa miała zdecydowanie lepsze recenzje i wyniki sprzedaży prac od swojego męża, ale pod koniec lat 20. jej reputacja osłabła. Dla zasilenia domowego budżetu podczas Wielkiej Depresji na początku lat 30. obydwoje nauczali sztuki w swoich pracowniach na Manhattanie i w Gloucester oraz sprzedawali grafiki i malowali murale na publiczne zamówienie.
Bernstein promowała twórczość swojego męża za jego życia i po śmierci, sama pozostając przy tym aktywna zawodowo. Twierdziła, że nie odczuwała potrzeby rywalizacji z nim, gdyż nie leżała ona w jej naturze.

#### Reakcja na mizoginię w świecie sztuki
W pierwszych otrzymywanych recenzjach Bernstein chwalona była za „męską wizję”. Artystka była jednak często pomijana w zdominowanym przez mężczyzn świecie sztuki swojego czasu, podobnie jak wiele innych twórczyń. Aby uniknąć dyskryminacji często sygnowała swoje prace „T. Bernstein” lub po prostu samym nazwiskiem. Osoby badające jej sztukę w ostatnich latach wykazują jednak jej „zdecydowanie kobiecą wrażliwość”.
Jej karierę w późniejszych latach osłabiały m.in. seksistowskie komentarze recenzentów, jak m.in. dotycząca jej wspólnej wystawy z mężem wypowiedź Lawrence Dame z 1949 r., który wychwalał płótna Mayerowitza, natomiast prace Bernstein uznał za porażkę, gdyż „nie spenetrowała tak głęboko jak jej mąż”. Lata 40. były czasem dominacji ekspresjonizmu abstrakcyjnego w sztuce, a wierna realizmowi Bernstein zaangażowała się w tym okresie bardziej w promowanie twórczości męża, niż w swojej własnej.
Bernstein działała jednak jak kobieta wyzwolona i niezależna. Gdy Josephine Hopper poskarżyła jej się, że jej twórczość pozostaje w cieniu sztuki jej męża, sławnego Edwarda Hoppera, artystka poradziła jej używać panieńskiego nazwiska Nivison. Choć Berstein była bardzo rozpoznawalna i ceniona, to nie uzyskała takiej sławy i uznania przez krajowe instytucje sztuki, którego należałoby się spodziewać. Jej twórczość została ponownie odkryta dopiero w latach 80. i 90. dzięki feministycznej historii sztuki.

### Grupy, zrzeszenia i relacje artystyczne

#### Philadelphia Ten i Ashcan School
Bernstein należała do Philadelphia Ten, wpływowej grupy artystek dążących do zwiększenia możliwości ekspozycyjnych dla kobiet, z którymi wystawiała w latach 1917–1945. Grupa nazywana była również „Ten Philadelphia Painters” albo „The Ten”, przez analogię do tworzonej przez mężczyzn The Eight (Robert Henri, George Luks, William Glackens, John Sloan, Everett Shinn, Arthur B. Davies, Ernest Lawson, Maurice Prendergast), z którą Bernstein również była związana. Z częścią z tych artystów (nazwiska) współtworzyła także słynną Ashcan School. Przyjaźniła się z jednym z przedstawicieli tego nurtu, Stuartem Davisem.

#### Stowarzyszenia artystyczne i powołanie Society of Independent Artists
Artystka była również członkinią wielu zrzeszeń i stowarzyszeń artystycznych, m.in. National Association of Women Artists, Society of American Graphic Artists czy North Shore Art Association. Jej prace były szeroko prezentowane przez stowarzyszenie National Academy of Design oraz Society of Independent Artists, którego była współzałożycielką wraz z J. Sloanem i swoim mężem. Należała także do takich zrzeszeń, jak Society of American Etchers, Audubon Artists of America, Allied Artists of America, Plastic Club Philadelphia, Rockport Art Association, Gloucester Society of Artists, Connecticut Academy of Fine Art, Whitney Studio Club, Cape Cod Society of Artists, Boston Printmakers Society, Salons of America czy Independent Artists.

#### Przyjaźnie i znajomości
Para Bernstein-Meyerowitz była zaprzyjaźniona z takimi artystami, jak Stuart Davis, Oscar Bluemner, Marsden Hartley, John Marin, Mark Rothko czy John Sloan. Marcel Duchamp był szachowym partnerem Mayerowitza, poprzez męża poznała też artystę Miltona Avery’ego, malarza Umberto Romano i innych. Wraz z bliskimi sobie Williamem i Marguerite Zorach zaprezentowali swoje prace na wspólnej „wystawie par”. Byli także osobami uczestniczącymi w wydarzeniach artystycznych i społecznych organizowanych przez artystkę i mecenaskę sztuki Gertrude Vanderbilt Whitney, na jeden z jej bali maskowych Bernstein przybyła przebrana za Katarzynę Wielką.
Studentką Bernstein była m.in. Louise Nevelson. Jej modelką była wielokrotnie Elsa von Freytag-Loringhoven.

### Wybrane prace
- Suffrage Meeting, 1914.
- Suffrage Parade, 1915.
- Carnegie Hall with Paderewski, 1914.
- The Readers, 1914.
- Outing on the Hudson, 1914.
- Reading the War News, 1915.
- Easter Sunday--The Polish Church, 1916.
- Elsa von Freytag-Loringhoven, ca. 1917.
- The Baroness, 1917.
- Woman with a Parrot (Baroness Elsa Freytag von Loringhoven), ca. 1917.
- In the Elevated, 1918.
- New York Public Library, ca. 1918.
- The Milliners, 1919.
- Girlhood, 1921.
- The Immigrants, 1923.
- Baby Carriages Laundry Day, Park Slope Brooklyn, ca. 1923.
- Portrait of William, 1923.
- Hot Chocolates, ca. 1919-1928.

### Wybrane wystawy
W ciągu całego swojego życia artystka miała ponad 40 wystaw indywidualnych. Niektóre z nich:
- 1919 – pierwsza indywidualna wystawa Bernstein, Milch Gallery, Nowy Jork;
- 1921 – Syracuse University;
- 1922 – Albright-Knox Gallery;
- 1926 – Civic Club, Nowy Jork;
- 1930 – równoległe wystawy indywidualne Bernstein i Meyerowitza w Baltimore Museum of Art, promujące ich twórczość i wspierające rozwój indywidualnych karier; Grand Central Gallery;
- 1937, 1940 – Uptown Gallery, Nowy Jork;
- 1942 – Montclair Art Museum;
- 1945 – Dayton Art Institute;
- 1948 – Smithsonian Institution;
- 1966 – Columbus Museum of Fine Art;
- 1970 – Ogunquit Art Center;
- 1972 – Rockport Art Association; Smith-Gerard, Stamford;
- 1979 – Summit Gallery, Nowy Jork;
- 1984 – Pierce Galleries, Hingham; New-York Historical Society;
- 1986 – Driscoll & Walsh F.A., Boston; Cape Ann Historical Society;
- 1990 – Echoes of New York: The Paintings of Theresa Bernstein, kuratorka: Michele Cohen, Museum of the City of New York; Stamford Museum & Nature Center; Simmons College; The Crane Collection, Boston;
- 1991 – Sragow Gallery, SoHo;
- 1995 – The Philadelphia Museum of Judaic;
- 1998 – Theresa Bernstein: A Seventy-Year Retrospective, Joan Whalen Fine Art, Nowy Jork; Moore College of Art, Filadelfia;
- 2000 – Theresa Bernstein: An Early Modernist, wystawa indywidualna prezentująca 110 pray Bernstein dla uczczenia jej 110. urodzin (z udziałem artystki), Jo-An Fine Art, Nowy Jork.
- 2014 – Theresa Bernstein: A Century in Art, wystawa retrospektywna 44 prac Bernstein z prywatnych i publicznych kolekcji, zorganizowana w Boca Raton Museum of Art przez historyka sztuki Gaila Levina, Franklin & Marshall College, Lancaster[4][8][17].

### Prace w kolekcjach
Dzieła Bernstein znajdują się w wielu muzeach i kolekcjach stałych, w tym:
- Chicago Art Institute,
- Baltimore Museum,
- Brooklyn Museum,
- Butler Institute of American Art,
- Corcoran Gallery,
- Dayton Art Institute,
- Carnegie Institute,
- Seattle Art Museum,
- Toledo Museum,
- Dallas Museum,
- Metropolitan Museum of Art,
- Victoria and Albert Museum,
- Tel Aviv National Museum,
- Harvard Art Museums, Harvard University;
- Whitney Museum of American Art,
- Boston Public Library,
- New-York Historical Society,
- Phillips Collection,
- Muzeum Żydowskim w Nowym Jorku,
- National Gallery of Art,
- Smithsonian American Art Museum,
- New York Public Library,
- Boca Raton Museum of Art[9][17][18].

### Książki
Bernstein jest również autorką licznych książek, w tym własnego dziennika, biografii męża i dziennika opisującego ich liczne podróże do Izraela oraz refleksje na temat własnego żydowskiego pochodzenia (opublikowany w 1994 r.):
- William Meyerowitz: The Artist Speaks, Philadelphia: Art Alliance Press ; New York: Cornwall Books, [1986].
- The Poetic Canvas, New York: Cornwall Books, 1989.
- The Journal, New York: Cornwall Books, 1991.
- Israeli Journal, New York: Cornwall Books, 1994.

## Nagrody i wyróżnienia
Wśród nagród otrzymanych przez Bernstein znajdują się:
- 1928 – Shilliard Gold Medal, Plastic Club Philadelphia,
- National Arts Club Prize oraz Clereci Prize, National Association of Women Artists,
- 1938 – Jeanne D’Arc Medal, French Instititute of Arts and Letters,
- 1945 – Pennell Prize, Biblioteka Kongresu,
- 1955 – Peterson Award, National Association of Women Artists,
- 1967 – Matson Memorial Award, Rockport Art Association,
- 1975 – Horgan Award, AA, Nowy Jork,
- 1977 – Clark Memorial Award, North Shore Art Association,
- 1983 – World Culture Prize, Italian Academy of Art[17].